# Archidendron glabrum
Archidendron glabrum là một loài thực vật có hoa trong họ Đậu. Loài này được (K.Schum.) Lauterb. & K.Schum. miêu tả khoa học đầu tiên.